# Renault Type KJ
La Type KJ è una piccola autovettura prodotta tra il 1923 ed il 1924 dalla casa automobilistica francese Renault.

## Profilo
La KJ nacque dal progetto di Louis Renault di realizzare una vettura che soddisfacesse le esigenze delle classi meno abbienti, che fosse economica sia in fase di acquisto, sia nei costi di gestione. In effetti la vettura era decisamente economica. Presentata al Salone di Parigi del 1923, si impose decisamente all'attenzione del pubblico. Un altro dei punti di forza di questa vettura stava nella sua affidabilità, tanto che divenne una delle vetture preferite dai liberi professionisti di allora. E ancora, straordinariamente ampia era la sua gamma che arrivò a diversificarsi in ben dodici varianti.
Tutte le varianti offrivano posto a 2 o 3 persone.
Uno ed uno solo, invece, era il motore, un 4 cilindri in linea da 951 cm³. La particolarità di questo motore, inedita per l'epoca, era quella di possedere una testata smontabile.
Durante la sua produzione le fu affiancata una versione particolare, chiamata Type MT, dotata di carrozzeria profilata in stile nautico.
La Type KJ dovette scontrarsi immediatamente con la spietata concorrenza delle Peugeot Quadrilette e delle Citroën Type C, perciò il suo pur buon successo di vendite risultò in parte "frenato" dalla presenza di queste altre due vetture. Pertanto la Type KJ fu pensionata prematuramente nel 1924, ma la sua filosofia sopravvisse e si reincarnò nella successiva Renault NN, dotata di una personalità più spiccata.